# Keiko Yamamoto
Keiko Yamamoto (山本圭子, Yamamoto Keiko), née le 7 août 1943 dans la préfecture d'Ōsaka et morte le 18 avril 2024, est une seiyū.

## Rôles
- Dragon Ball Z : Kaiô de l'Est
- Keio Flying Squadron 2 - Grandma